# Бикерстафф, Мелроуз
Мелроуз Бикерстафф (англ. Melrose Bickerstaff; 6 февраля 1983, Мичиган) — американская топ-модель, дизайнер, актриса. Впервые, Бикерстафф получила известность, заняв второе место на американском реалити-шоу Топ-модель по-американски.

## Ранняя жизнь и Топ-модель по-американски
Мелисса Роуз Бикерстафф родилась 6 февраля 1983 года в небольшом городке Мичигана. В 2001 году оканчивает среднюю школу, где во время обучения активно участвовала в театральных постановках, а также являлась членом лыжной команды школы. После школы Бикерстафф поступает в Институт искусства в Калифорнии, где она получает диплом дизайнера одежды. В 2003 году она получает премию института 'Fashion Design Award'. В 2006 году, 23-летняя Мелроуз становится участницей американского реалити-шоу Топ-модель по-американски, во время которого её фото и видео-рекламу несколько раз признавали лучшими, кроме того Бикерстафф выигрывает наибольшее количество конкурсов, проводимых организаторами шоу. Однако, судьи отдали своё предпочтение Кэриди Инглиш, несмотря на то, что дефиле Мелроуз было признано лучшим.

## Деятельность с 2006 — по настоящее время
После шоу Мелроуз получила неплохие перспективы. В 2007-м Бикерстафф появилась на Нью-Йоркской Неделе Моды (New York Fashion Week) и на церемонии 'GLAAD Media Awards', а в апреле того же года она была на New York's Tartan Week. Мелроуз получила контракты 'Bleu Model Management', 'L.A. Models', 'Storm Model Management'. В 2008-м она появилась на Лондонской Неделе Моды (London Fashion Week), а в настоящий момент Мелроуз связана контрактом с лондонским агентством 'Leni's Model Management'. Кроме того, она стала лицом журнала "Magazine Modele" в весеннем номере. В 2012 году, Бикерстафф снялась для обложки английского модного журнала Living North Magazine. В 2013 году Бикерстафф стала лицом фирмы Ciaobella Campagin, снялась в журнале Neux Magazine Springs.